# Penfolds

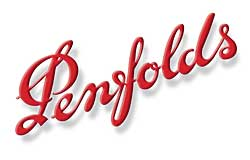
Das Logo von Penfolds

Penfolds ist eine Weinkellerei und Weingut in Südaustralien und befindet sich im Besitz der Treasury Wine Estates Ltd.

## Geschichte

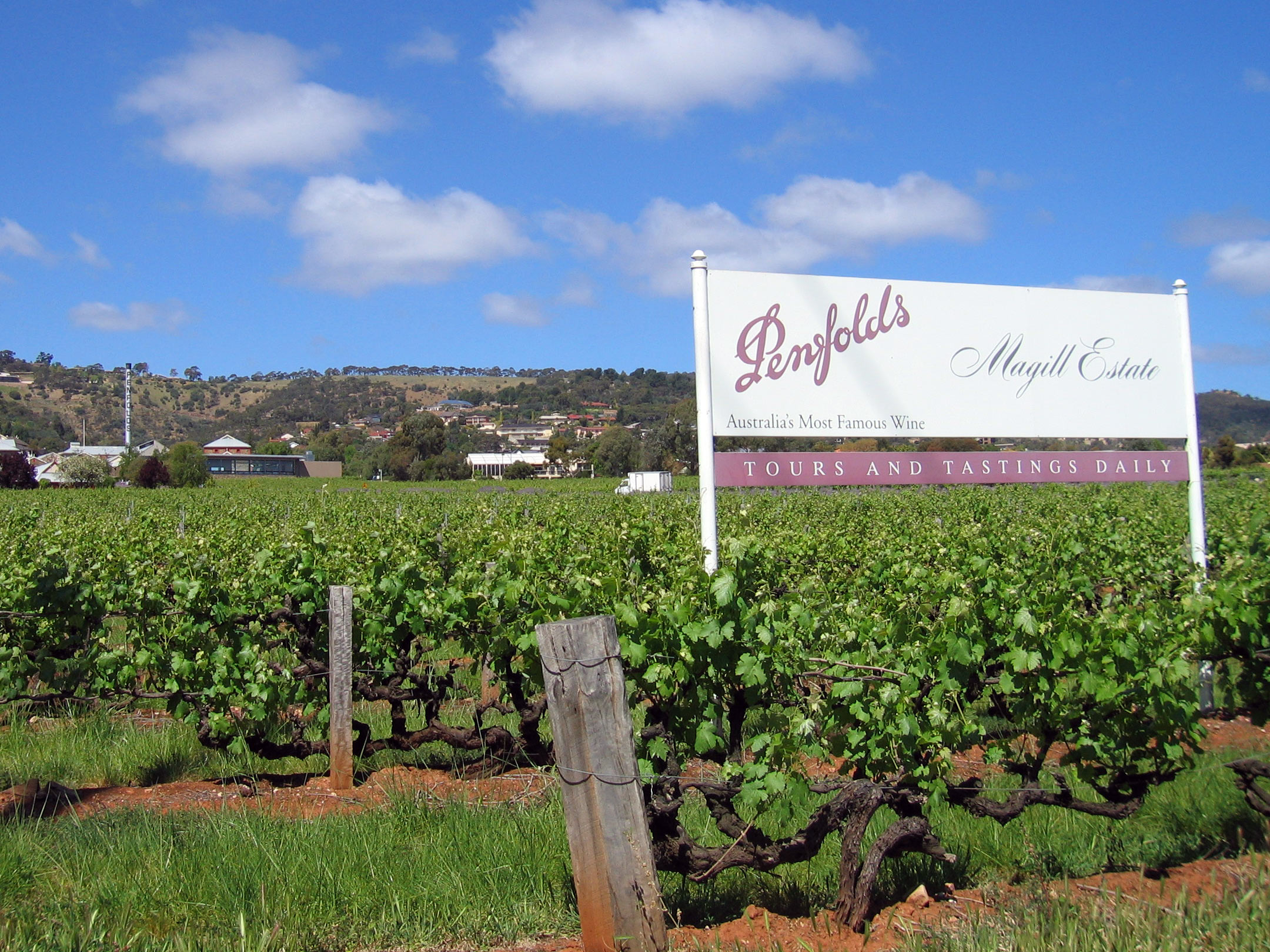
Magill Estate, das Stammhaus von Penfolds in Magill

Das Weingut wurde im Jahr 1844 durch Dr. Christopher Rawson Penfold gegründet. Es ist somit eines der ältesten Weingüter Australiens und neben Peter Lehmanns auch eines der bedeutendsten. Penfold studierte zunächst am St. Bartholomew’s Hospital in London Medizin. Im Alter von 33 Jahren emigrierte er zusammen mit seiner Frau Mary und seiner Tochter Georgina nach Australien, gründete dort ein Weingut in Magill östlich von Adelaide und pflanzte die Rebstöcke, die er zu diesem Zweck vor seiner Auswanderung in Frankreich gekauft hatte, in der Umgebung eines steinernen Landhauses, das er nach der Heimat seiner Frau Mary The Grange nannte.
Als Arzt glaubte Penfold an die medizinische Wirksamkeit von Wein. Zu Beginn produzierte er schwere Weine als Tonikum für seine Patienten, die einem Sherry oder Portwein ähnelten. Als die Nachfrage nach diesen Weinen stieg, wurde das Weingut vergrößert. Nachdem Penfold im Jahr 1870 verstorben war, übernahm seine Frau Mary die Leitung des Weinguts. Mary Penfold wurde 1884 von ihrer Tochter Georgina und deren Ehemann Thomas Hyland abgelöst. 1881 umfasste die Jahresproduktion bereits 500.000 Liter, die Anbaufläche betrug um die Jahrhundertwende 50 Hektar. Im Jahr 1921 wurde der Familienbetrieb in eine Gesellschaft umgewandelt und die Anbauflächen um Lagen im Barossa Valley und dem McLaren Vale in South Australia und weitere Lagen im Hunter Valley in New South Wales vergrößert.
Während des Zweiten Weltkrieges wurde die Produktion von Wein gedrosselt und die von Sherry und Portwein gesteigert. In den 1940er- und 1950er-Jahren begann Penfolds dann, sich wieder auf die Herstellung von Tafelwein zu konzentrieren und damit dem veränderten Trinkverhalten entgegenzukommen. Versuche des Kellermeisters von Penfolds, Max Schubert, führten in den Jahren zwischen 1945 und 1951 schließlich zur Produktion des berühmtesten und wertvollsten Weines von Penfolds, ja sogar ganz Australiens – dem Shiraz Grange Hermitage, der seit 1990 schlicht Grange genannt wird.
Im Jahr 1976 wurde Penfolds von der Brauerei Tooth & Co. aus New South Wales übernommen. 1982 ging das Weingut in den Besitz der Adelaide Steamship Co., 1990 in den Besitz der South Australia Brewing über, die dann selber ein Teil der Southcorp-Gruppe wurde. 2005 kamen die Weingüter der Southcorp in den Besitz der Foster's-Gruppe, zu welcher auch die Weingüter Seppelt, Rosemount, Lindemans, Wolf Blass aus Australien sowie das von zwei deutschen Brüdern im Jahre 1876 gegründete Weingut Beringer aus Kalifornien gehören. 2011 spaltete Foster's sein Weingeschäft in die Treasury Wine Estates Ltd. ab.
Penfolds betreibt zurzeit zwei Weingüter: das Stammhaus in Magill nahe Adelaide und ein zweites Weingut in Nuriootpa im Barossa Valley. Das Weingut bezieht die Trauben von über 200 unabhängigen Vertragswinzern mit einer Gesamtanbaufläche von 2000 Hektar; die Jahresproduktion beträgt etwa 1,4 Millionen Flaschen.

## Die Rebsorten von Penfolds

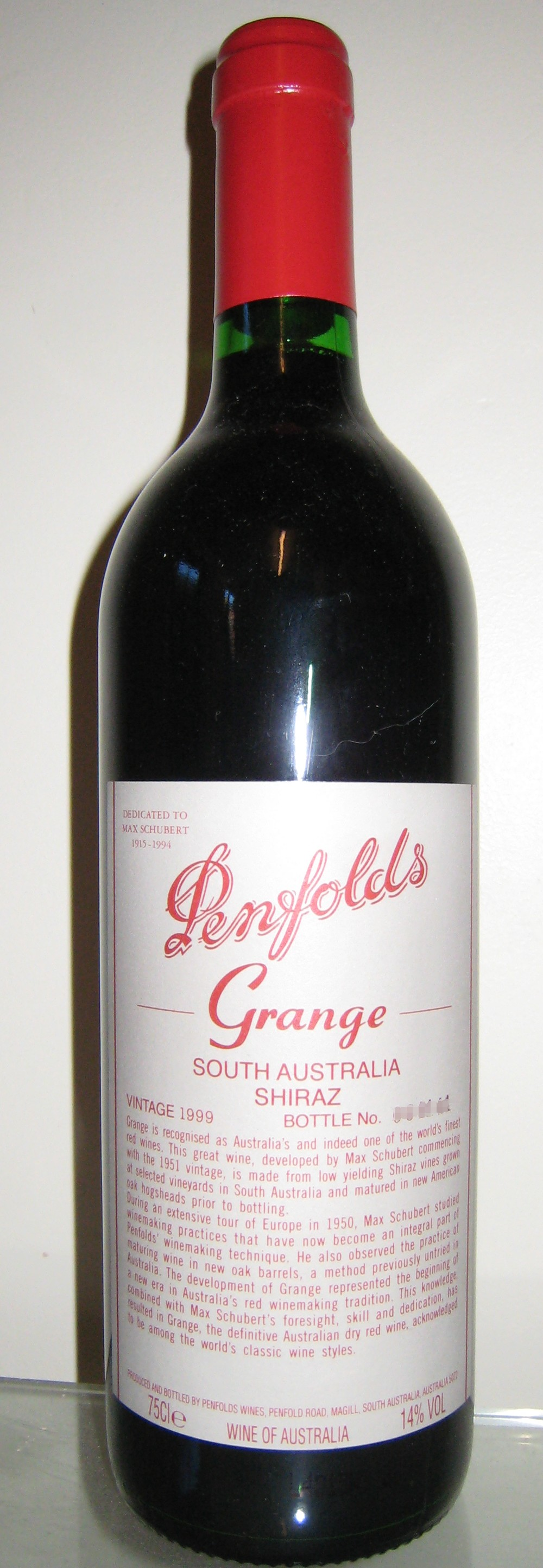
Penfolds Grange, Jahrgang 1999

Neben dem berühmten Grange produziert Penfolds eine Reihe weiterer hochwertiger Rotweine, wie Bin 707, RWT (Red Winemaking Trial), St. Henri oder den Magill Estate. Der Bin 389 wird auch oft als „Baby Grange“ bezeichnet, da er in den Fässern gelagert wird, die zuvor für den Grange benutzt wurden. Aber auch geringe Mengen an Weißweinen und Likören werden produziert. Max Schubert entwickelte für die Bezeichnung der Weine ein System durchnummerierter Fässer, so genannter „Bins“, in welchen die Weine gelagert werden. Der erste dieser Weine war der Bin 2 des Jahres 1962. In Erinnerung an den langjährigen Kellermeister Max Schubert kreierte Penfolds jüngst den Max's mit denselben Rebsorten wie beim Grange und Bin 389, also Shiraz und einen kleineren Anteil Cabernet.

### Grange HermitageundGrange
Max Schubert begann im Jahr 1945 erste Experimente mit Shiraz-Trauben. Im Jahr 1951 wurde schließlich der erste Jahrgang präsentiert – dieser wurde allerdings noch nicht vermarktet. Als der erste kommerzielle Jahrgang des Grange Hermitage im Jahr 1952 vorgestellt wurde, entsprach er nicht der allgemeinen Stilrichtung und stand nach wenigen Jahrgängen bereits vor dem Aus. Der Geschmack wandelte sich jedoch, Max Schubert blieb dem Charakter des Grange treu. Seitdem wird dieser Wein mit Medaillen und Ehrungen ausgezeichnet und ist über alle Jahrgänge hinweg einer der konstantesten Qualitätsweine der Welt. So bezeichnete ihn der bekannte Weinkritiker Hugh Johnson als den „einzig wahren Gran Cru der südlichen Hemisphäre“, das Wine-Spectators-Magazine nannte den Grange Jahrgang 1990 den „besten Rotwein der Welt“ und erwähnte den Jahrgang 1955 als einen der besten zwölf Weine des 20. Jahrhunderts. Seit dem Jahr 1962 konnte der Grange bei internationalen Verkostungen 126 Gold-, 76 Silber- und 42 Bronzemedaillen, sowie 28 Trophäen und sieben Meisterschaften gewinnen. Ebenso konnte er zwei Jimmy-Watson-Trophäen für sich entscheiden, was aufgrund des außergewöhnlichen Stils des Grange überrascht.
Der Grange ist meist ein Cuvée aus durchschnittlich 95 bis 97 %, mindestens jedoch 87 % Shiraz-Trauben verschiedener Lagen und Regionen. Hinzu kommen etwa 3 bis 5 %, maximal bis zu 13 % Cabernet Sauvignon um den Wein auszubalancieren. Gewisse Jahrgänge (1951, 1952, 1963, 1999, 2000 und 2001) sind zu 100 % aus Shiraz gekeltert und somit sortenrein. Durch dieses variable Verschneiden ist die Qualität eines Jahrganges nicht abhängig von der Qualität einer einzelnen Lage oder Rebsorte. Traditionsgemäß beginnt der Grange seine Fermentation in Stahltanks. Während der Gärung wird der Wein in Fässer aus Amerikanischer Eiche umgefüllt, wo er sich 18 Monate lang weiter entwickelt. Nach dieser Phase wird der Wein abgefüllt und reift weitere drei bis vier Jahre in der Flasche. Durch diesen fünfjährigen Prozess ist der jüngste veröffentlichte Jahrgang des Grange zurzeit aus dem Jahr 2012.
Bis zum Jahrgang 1989 wurde der Wein als Grange Hermitage vermarktet, danach schlicht als Grange – manchmal auch speziell als Bin 95. Ein Grange Hermitage des ersten Jahrganges von 1951, von dem weltweit vermutlich nur mehr 20 Stück bestehen, erzielte bei einer Auktion im Jahr 2004 eine Rekordsumme von über 50.000 AUD (über 30.000 Euro) – das höchste jemals für einen australischen Rotwein erzielte Gebot.

### Auszeichnungen
Einige ausgewählte Auszeichnungen der Weine von Penfolds:
- Grange, Jahrgang 1994
  - Weinwisser: 20/20 Punkte
  - WineSpectator: 96/100 Punkte
- Grange, Jahrgang 1995
  - Weinwisser: 19/20 Punkte
  - WineSpectator: 97/100 Punkte
- "Grange", JG 1996
  - Robert Parker´s Wine Advocat mit 93 ParkerPoints (PP) / 100 Punkten
- "Grange", JG 1997 mit 94 PP
- "Grange", JG 1998 mit 98+ PP
- "Grange", JG 1999 mit 92 PP
- "Grange", JG 2000 mit 93 PP
- "Grange", JG 2001 mit 98+ PP
- "Grange", JG 2002 mit 98 PP
- "Grange", JG 2003 mit 92 PP
- Grange JG 2008 mit 100 PP und 100 Pkt. Wine-Spectator
- Grange JG 2010 mit 99 PP
- Grange JG 2012 mit 99 PP
- Bin 707, Jahrgang 1996
  - Weinwisser: 18/20 Punkte
  - WineSpectator: 93/100 Punkte
- Bin 407, Jahrgang 1996
  - Mondo: 92/100 Punkte
- Bin 28, Jahrgang 1996
  - WineSpectator: 90/100 Punkte
  - Mondo: 91/100 Punkte